# Allium borszczowii
L'Allium borszczowii és una planta nativa de l'Uzbekistan, el Kazakhstan, el Turkmenistan, l'Iran, l'Afganistan i el Pakistan. Presenta alçades al voltant dels 30 centímetres i fa flors blanques i liles.